# SD 에이바르
SD 에이바르(Sociedad Deportiva Eibar, S.A.D.)는 바스크 지방의 에이바르를 연고로 하는 스페인의 축구 클럽이다. 2013-14 시즌에서 세군다 디비시온에 참가하고 있다. 세군다 디비시온에서 해당 시즌 1위를 기록하며 2014-15 시즌에는 라리가로 승격하게 된다. 승격하게 되면 라리가에서 가장 작은 구장을 가진 구단이 된다.
그리고 2014-15시즌에서 시즌 18위로 세군다 디비시온으로 강등이 확정 되었으나 엘체 CF의 임금 체불로 인해서 엘체 대신에 프리메라 리가에 극적으로 잔류하는 모습을 보여주었다.

## 현재 선수 명단
참고: FIFA 자격 규정에 따라 소속된 국가대표팀 국기를 표시합니다. 선수는 복수의 FIFA 비회원국 국적을 가지고 있을 수 있습니다.
| 번호 | 포지션 | 국적     | 이름                                       |
| ---- | ------ | -------- | ------------------------------------------ |
| 1    | GK     | 세르비아 | 마르코 드미트로비치                        |
| 2    | DF     |          | 에스테반 부르고스                          |
| 3    | DF     |          | 페드로 비가스                              |
| 4    | DF     | 포르투갈 | 파울루 올리베이라                          |
| 6    | MF     |          | 세르히오 알바레스                          |
| 7    | FW     |          | 키케 곤살레스                              |
| 8    | DF     | 세네갈   | 파파쿨리 디오프                            |
| 9    | FW     |          | 세르지 엔리히 (주장)                       |
| 10   | MF     |          | 에두 에스포시토                            |
| 11   | DF     | 포르투갈 | 하파 소아르스 (비토리아에서 임대)          |
| 12   | FW     |          | 무토 요시노리 (뉴캐슬 유나이티드에서 임대) |
| 13   | GK     |          | 요엘                                       |

| 번호 | 포지션 | 국적     | 이름                                  |
| ---- | ------ | -------- | ------------------------------------- |
| 14   | MF     |          | 이누이 다카시                         |
| 15   | DF     |          | 호세 앙헬                             |
| 17   | FW     |          | 키케 (부주장)                         |
| 18   | MF     |          | 레시오 (레가네스에서 임대)            |
| 19   | MF     |          | 알레이스 가르시아                     |
| 20   | DF     |          | 로베르 코레아                         |
| 21   | MF     |          | 페드로 레온                           |
| 22   | DF     |          | 알레한드로 포소 (세비야에서 임대)     |
| 23   | DF     |          | 아나이츠 아르비야                     |
| 24   | DF     | 포르투갈 | 케빈 호드리게스 (소시에다드에서 임대) |

### 임대 선수 명단
참고: FIFA 자격 규정에 따라 소속된 국가대표팀 국기를 표시합니다. 선수는 복수의 FIFA 비회원국 국적을 가지고 있을 수 있습니다.
| 번호 | 포지션 | 국적 | 이름                             |
| ---- | ------ | ---- | -------------------------------- |
| —    | DF     |      | 알바로 테헤로 (사라고사로 임대)  |
| —    | MF     |      | 에키 브라보 (레알 우니온로 임대) |
| —    | MF     |      | 로베르토 올라베 (톤델라로 임대)  |

| 번호 | 포지션 | 국적 | 이름                                    |
| ---- | ------ | ---- | --------------------------------------- |
| —    | MF     |      | 미겔 마리 (오리우엘라로 임대)           |
| —    | MF     |      | 다미안 콩지오르 (알라니아스포르로 임대) |
| —    | FW     |      | 아시에르 베니토 (누만시아로 임대)       |

## 역대 감독
| 감독              | 임기        |
| ----------------- | ----------- |
| 가이스카 가리타노 | 2012 ~ 2015 |
| 가이스카 가리타노 | 2021 ~ 2023 |
| 호세바 에체베리아 | 2023 ~      |